# Балл, Георгий Александрович
Гео́ргий Алекса́ндрович Балл (9 июня 1927, Москва — 1 января 2011, Москва) — русский советский писатель. Член Международного Пен-центра.

## Биография
Родился в семье врача-психиатра.
Окончил Московский государственный институт международных отношений. Работал в международном отделе Московского радио (1948-53), собкором Всесоюзного радио в Свердловской области (1953-1954), редактором в журнале «Советские профсоюзы» (1954-58). Он пешком обошёл множество областей России, был в иркутской тайге, на Горном Алтае, ходил по лесам Севера.
С 1960 года и до последних лет публиковал сказки, рассказы и пьесы для детей (в том числе в соавторстве с женой, Галиной Демыкиной). Детская литература Г. А. Балла трогательной теплотой и образной насыщенностью стремится пробудить в каждом маленьком читателе сокровенное творческое саморазвитие и веру в силу добра. Произведения для взрослых печатались с начала 1980-х годов: роман «Болевые точки» (1983), «Смеюсь и плачу вместе с тобой. Повести и рассказы» (1988), сборник рассказов «Вверх за тишиной» (1999) и другие. Публиковался во многих периодических изданиях.
Его проза двух последних десятилетий была проникнута мотивом преодоления смерти и боли, пониманием любой беды, мистерией надежды и доброты, любовью к каждому, даже потерянному человеку, высокой терпимостью к различным человеческим проявлениям. Это содержание было во многом связано с безвременным уходом из жизни сына — художника Андрея Демыкина и жены — поэтессы Галины Демыкиной. Один из разделов сборника «Вверх за тишиной» так и назван «Смерть — Рождение». Драматические судьбы его любимых персонажей, обычных людей, неотделимы от дыхания вечности. Название одного из рассказов — «Трагедии нет» — прямо говорит о том, что смерть — всего лишь веха неиссякаемой жизни. Его произведениям свойственно естественное сочетание печали, гротеска, почёрпнутого из самой жизни и просветлённости.
Прозу Г. А. Балла отличает пристальное внимание писателя к своему художественному слову, скрупулезная работа над каждой деталью, неповторимая узнаваемость, колоритное сочетание классического содержания с новаторством формы. Гуманная проникновенность, сюжетная острота и упругость, стилевая отточенность присущи рассказам «Дорога в Егорьевск», «Сара», «Я с тобой, Джо», «Катерина замесила тесто ветра» и другим. Писатель, самосознавая себя представителем и носителем преемственности русской культуры, причудливо, но очень органично и самобытно развивал разнообразные литературные традиции — от Андрея Платонова до Франца Кафки.
Лауреат Всесоюзного конкурса на лучшую детскую книгу (1989), премии радиостанции «Немецкая волна» (Кёльн, 1992), Фестиваля малой прозы имени И. С. Тургенева (1998) и Сетевого литературного конкурса «Улов» (осень 2000).
Похоронен в Москве на Ваганьковском кладбище.